# Ban Motohiko
Ban Motohiko (jap. 伴 素彦; * 1. Januar 1905 in der Präfektur Kyōto; † 3. September 1998) war ein japanischer Skispringer.

## Leben
Die Eltern von Motohiko Ban zogen nach seiner Geburt bald nach Otaru auf der Insel Hokkaidō, weil sein Vater zum Direktor der dortigen Handelsschule berufen worden war. Ban studierte an der Agrarwissenschaftlichen Fakultät der Hokkaido Imperial University und erhielt 1929 eine Anstellung bei Nippon Flour Milling Co. Ltd. In seiner Freizeit wandte er sich dem Skilaufen, aber vor allem dem Skispringen zu. Er gewann die All-Japan Ski Championships in den Jahren 1926 und 1929.
Ban war der erste japanische Skispringer, der auch international bei Wettkämpfen antrat. Er erreichte bei den Olympischen Winterspielen 1928 in St. Moritz im Skispringen von der Normalschanze als einziger japanischer Teilnehmer einen beachtenswerten 38. Platz.
Bereits im höheren Alter und lange nach dem Zweiten Weltkrieg, im Jahr 1972, wurde Motohiko Ban Präsident des All-Japan Student Ski Verbands. In den Jahren 1975–1986 war er Vorsitzender der All-Japan Ski Federation. 1980 leitete er die japanische Olympiamannschaft von Lake Placid. Für sein lebenslanges Engagement für die Entwicklung des japanischen Wintersports verlieh ihm das IOC 1984 den Olympischen Orden in Silber, weitere 29 Persönlichkeiten wurden ebenfalls so geehrt. Die Olympischen Winterspiele in Nagano 1998 erlebte er noch als Ehrengast mit.